# Joodse begraafplaats (Veenhuizen)
De Joodse begraafplaats in Veenhuizen is in de negentiende eeuw gebruikt ten behoeve van de Joodse overledenen, die geplaatst waren in of werkzaam waren bij de gestichten van de Maatschappij van Weldadigheid in Veenhuizen in de Nederlandse provincie Drenthe.

## Geschiedenis
De Joodse begraafplaats lag op betrekkelijk grote afstand van de centrale begraafplaats in Veenhuizen. Aanvankelijk werden er verhoudingsgewijs veel Joodse weeskinderen geplaatst in deze kolonie van de Maatschappij van Weldadigheid. Na 1859 werden deze kinderen hier niet meer ondergebracht. Vanaf 1890 waren alle Joodse bewoners van de gestichten in Veenhuizen overgebracht naar Hoorn.
In 1938 verbleef er in Veenhuizen korte tijd een aantal uit Duitsland gevluchte Joden. Zij werden hier onder zeer slechte omstandigheden gehuisvest.
Nu is er op de begraafplaats nog slechts één grafsteen te vinden. Het is de grafsteen van Jetta Jacoba Bargerbuhr (1809-1862), de vrouw van Izaak Nathan Nieuwied, onderwijzer, koster, ritueel slachter en voorganger van de synagoge in Veenhuizen. Zij overleed op 23 september 1862 te Veenhuizen.
De vertaalde tekst op de steen luidt: Hier is het graf van een gewaardeerde vrouw, een flinke vrouw, echtgenote van Ieziek Niewied, begraven met veel eer op de 2e dag Rosj Hasjana (Nieuwjaar) 5623. Moge haar ziel gebundeld worden in de bundel des levens. Jetta Jacoba Niewied, geboren Bargebuhr. Overleden 23 september 1862.
De begraafplaats is begin 21e eeuw door de Dienst Domeinen in eigendom overgedragen aan het Nederlands-Israëlitisch Kerkgenootschap.